# تابي
تابي (باليابانية: 足袋) هو جورب ياباني تقليدي بارتفاع إلى كاحل القدم وفاصل بين أصبع الإبهام والأصابع الأربعة الأخرى، يلبس التابي من قبل الرجال والنساء مع الزوري أو الغيتا أو بدون أي حذاء داخل المنزل.

يلبس التابي بشكل خاص مع الكيمونو والملابس اليابانية التقليدية الأخرى، كما يلبس في الطقوس التقليدية مثل طقوس تحضير الشاي أو أثناء الكيودو. أكثر ألوان التابي شهرة هو اللون الأبيض وأحياناً قد يكون بلون أسود خاصة عند ارتدائه في الخارج.

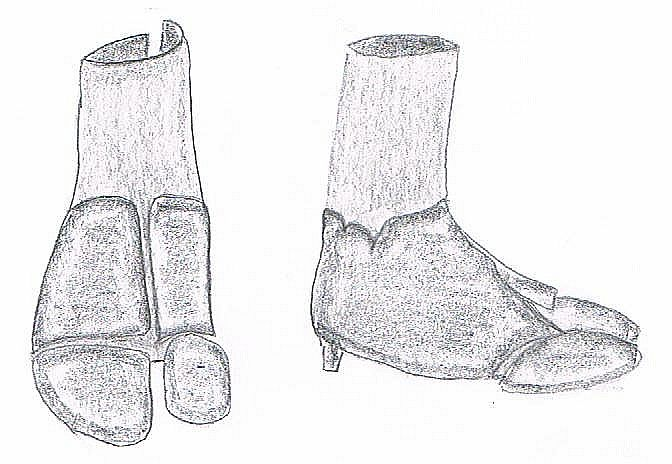
رسمة لجورب التابي
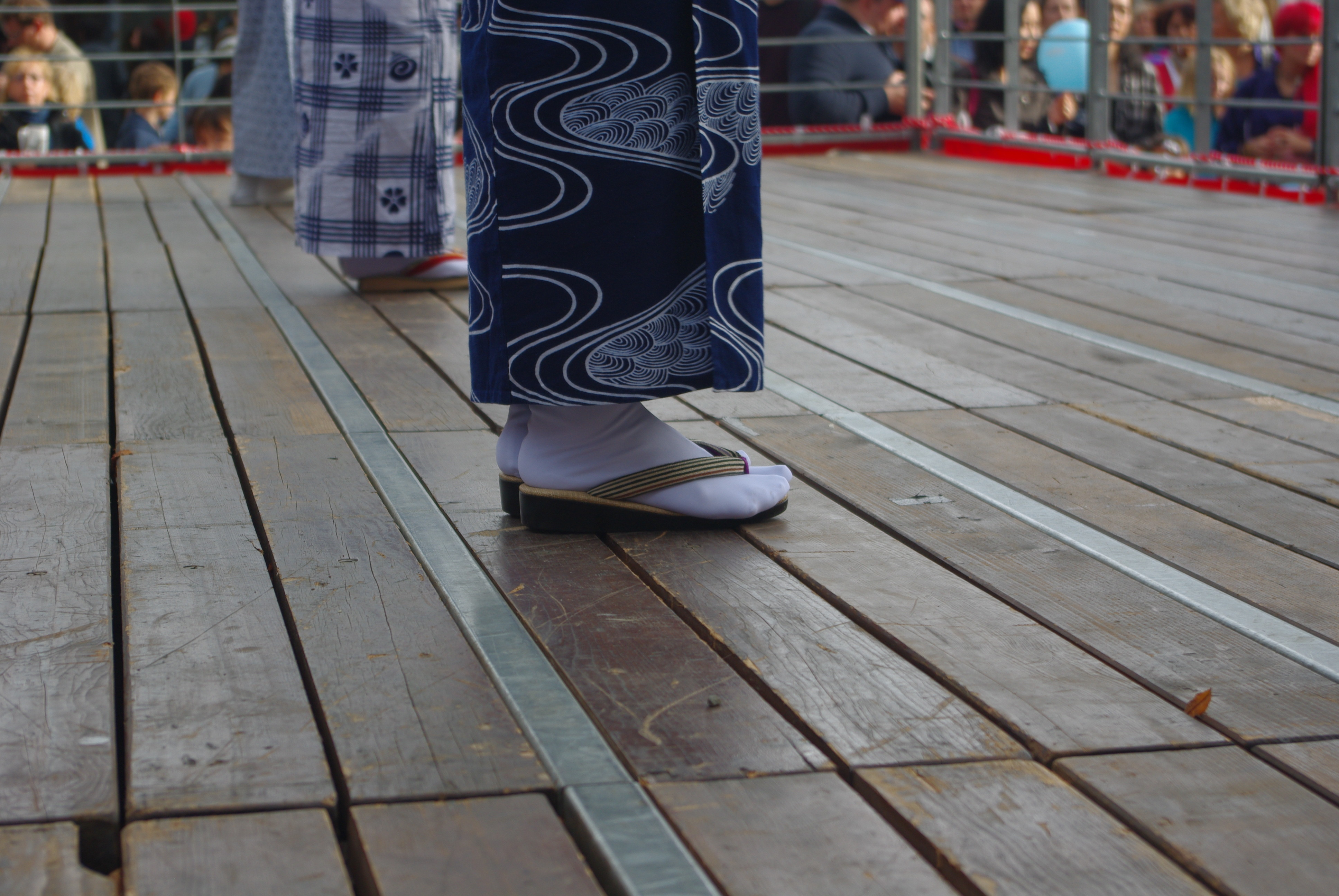
تابي وزوري
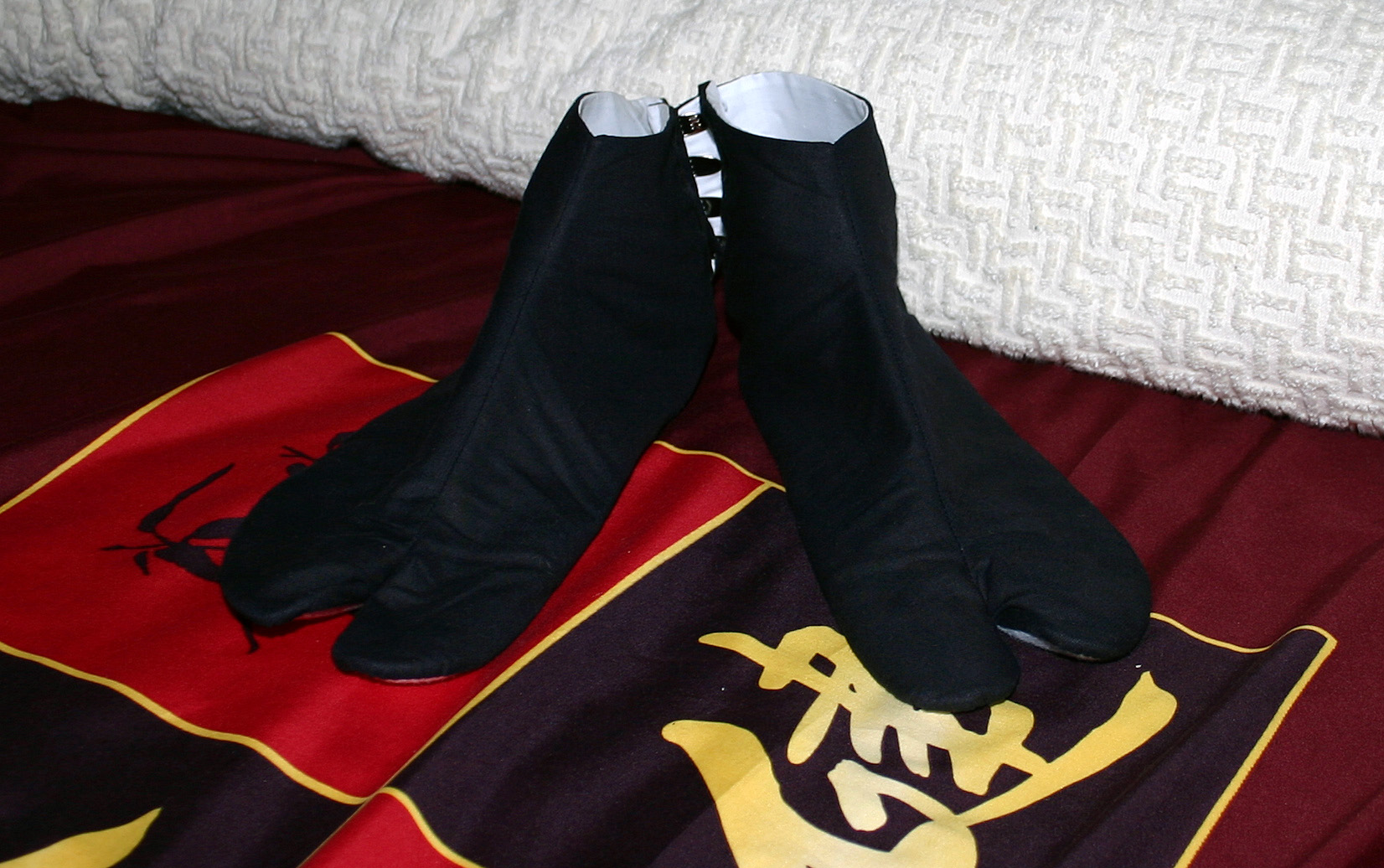
جوارب تابي سوداء
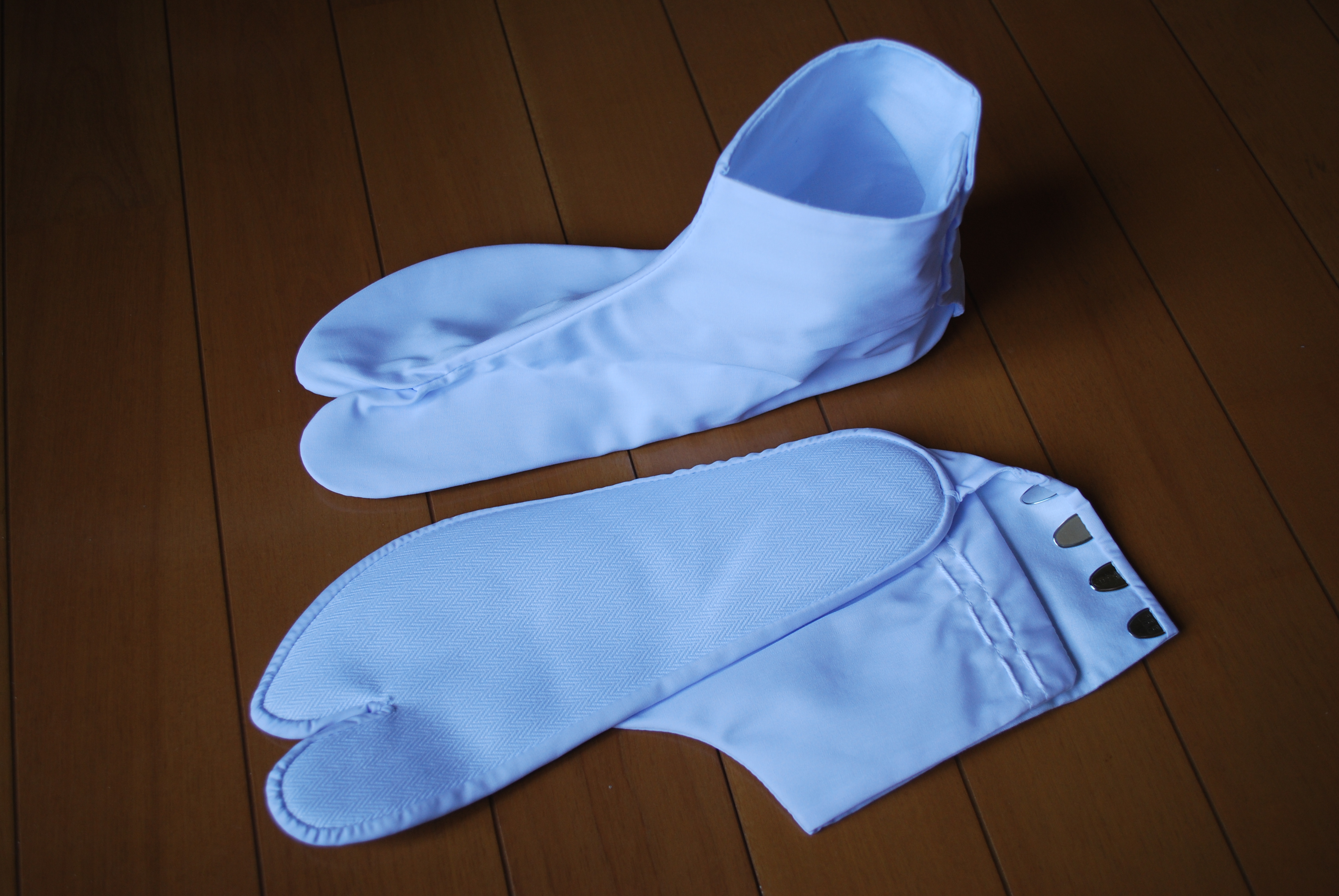
جوارب تابي زرقاء
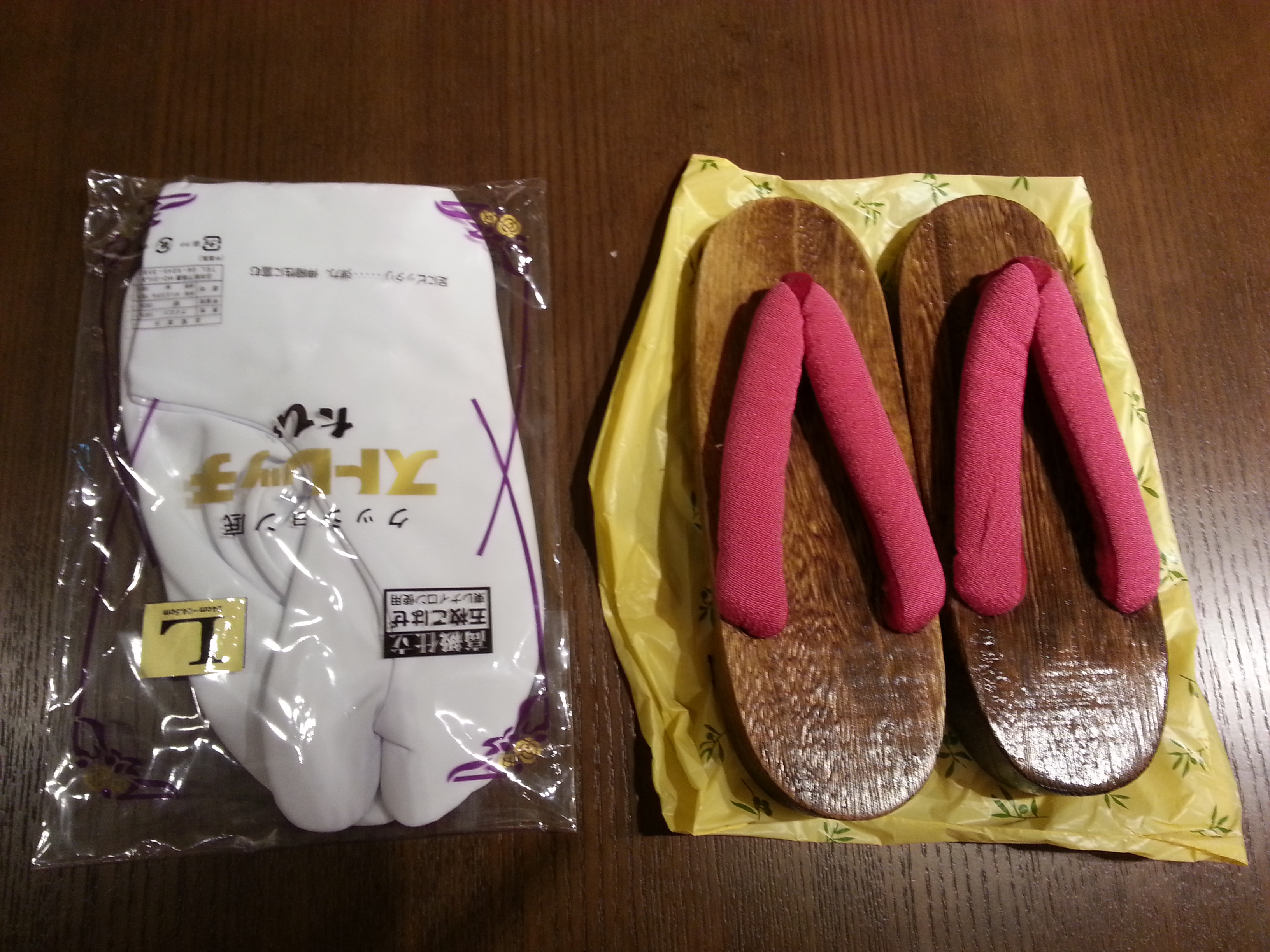
تابي وزوري

## اقرأ أيضاً
- جورب
- جورب نسائي